# La Victoire de Thèbes
Pistes de Chœurs
Puisse un vent violent se lever Rien n'est plus redoutable que l'homme
La Victoire de Thèbes est la huitième chanson de l'album Chœurs de Bertrand Cantat, Pascal Humbert, Bernard Falaise et Alexander MacSween conçu pour constituer les chœurs antiques de la trilogie « Des femmes » de Sophocle adaptée et mise en scène en 2011 par Wajdi Mouawad. Elle illustre Antigone, le second volet de la trilogie.

## Argument
Étéocle et Polynice, tous deux fils d'Œdipe, devaient alterner chaque année sur le trône de Thèbes. Après un an, Étéocle refuse de céder sa place à son frère qui part en exil à Colone demander l'appui de son père. Œdipe le répudie et lui prédit la mort donnée par des mains fraternelles devant les murs de sa cité. Polynice réunit alors sept chefs et part à l'assaut des sept portes de Thèbes. Comme annoncé, Polynice et Étéocle « connurent le même sort et eurent une même mort ».
La chanson, dont le texte est issu du parodos de la tragédie,, est entrecoupée à la déclamation du coryphée interprété par le comédien Raoul Fernandez.

## Musiciens ayant participé à la chanson
- Bertrand Cantat, chant, guitare, harmonica
- Pascal Humbert, basse, contrebasse
- Bernard Falaise, guitare
- Alexander MacSween, batterie, percussions